# 인천서흥초등학교
인천서흥초등학교는 대한민국 인천광역시 동구 송림동에 있는 공립 초등학교이다.

## 학교 연혁
- 1965년 3월 2일 인천서흥초등학교 개교 (1-3학년 20학급)(설립인가 2월 12일)
- 2007년 6월 29일 사랑나눔방(학교복지사실) 개소식
- 2007년 7월 6일 학교생태공원 준공
- 2007년 9월 14일 구강보건실 개소
- 2009년 5월 1일 급식실 현대화 및 실내야구장 승리관 개소
- 2010년 5월 1일 서흥 타임캡슐 봉안
- 2010년 11월 10일 서흥축제 및 남부 3지구 학생종합축제
- 2011년 4월 29일 교훈석 제막식 및 학부모쉼터 개관
- 2012년 2월 14일 학교역사발전관 개관 및 제44회 졸업식
- 2012년 2월 25일 총동문회 창립 총회
- 2012년 3월 1일 제18대 김용환 교장 취임
- 2012년 3월 2일 31학급(특수2학급 포함), 유치원 2학급
- 2013년 6월 21일 시계탑 설치
- 2013년 9월 23일 창의 탐구관/융합인재실 개관
- 2014년 2월 12일 6학년 졸업기념 체험학습
- 2014년 2월 14일 제16회 유치원 졸업식 및 수료식(남12명, 여11명 계33명)
- 2014년 2월 17일 제46회 졸업식(남64명, 여56명 계120명)
- 2014년 3월 1일 31학급(특수 2학급 포함), 유치원 2학급 편성
- 2014년 8월 20일 환경 생태 연못 설치
- 2015년 8월 31일 화장실 현대화
- 2016년 2월 13일 제48회 졸업식(남64명, 여45명 계 109명)
- 2016년 2월 16일 제18회 유치원 졸업식 및 수료식(남19명, 여19명 계 38명)
- 2016년 3월 1일 32학급(특수학급 1학급 포함), 병설유치원 2학급 편성
- 2016년 3월 1일 제19대 김지국 교장 취임
- 2016년 7월 1일 시청각실 환경개선
- 2016년 8월 15일 유치원 환경개선
- 2017년 1월 13일 급식실 환경개선
- 2017년 1월 23일 저화질 cctv 교체 및 신규설치 공사
- 2017년 2월 8일 제19회 유치원 졸업식 및 수료식(졸업생 26명, 수료생 28명)
- 2017년 2월 10일 제49회 졸업식(남62명, 여51명 계 113명)
- 2017년 3월 1일 32학급(특수학급 1학급 포함), 병설유치원 2학급 편성

## 참고 자료
- 인천서흥초등학교 - 한국교육학술정보원 학교알리미